# Harpalejeunea punctata
Harpalejeunea punctata là một loài Rêu trong họ Lejeuneaceae. Loài này được (Herzog) S.W. Arnell mô tả khoa học đầu tiên năm 1965.